# Musikjahr 1998
Liste der Musikjahre

◄◄ | ◄ | 1994 | 1995 | 1996 | 1997 | Musikjahr 1998 | 1999 | 2000 | 2001 | 2002 | ► | ►►

Weitere Ereignisse · Country-Musik
Dieser Artikel behandelt das Musikjahr 1998.

## Ereignisse

### Populäre Musik und Jazz
- 29. Januar: Die britische Progressive-Rock-Band Genesis startet in Budapest ihre Calling All Stations Tour.
- 06. Februar: Der österreichische Sänger Falco kommt bei einem Autounfall in der Dominikanischen Republik ums Leben.
- 22. Februar: Mit ihrem siebten Studioalbum Ray of Light gelingt Madonna nach vielen skandalumwitterten Jahren ein erfolgreiches Comeback.
- 24. Februar: Die Spice Girls gehen erstmals in ihrer Karriere auf Tournee und starten in Dublin ihre Spiceworld Tour.
- 19. April: Faith No More geben ihre Auflösung bekannt.
- 31. Mai: Während der laufenden Europatournee der Spice Girls gibt Geri Halliwell ihren Ausstieg aus der Gruppe bekannt. Diese Trennung ist eine der größten Nachrichtenmeldungen des Jahres im Unterhaltungsbereich, die Schlagzeilen auf der ganzen Welt macht.
- 01. August: Das Management der britisch-niederländischen Boygroup Caught in the Act gibt deren Auflösung bekannt. Die Gruppenmitglieder erfahren erst durch die Trennungsmeldung vom Aus der Band.
- 16. August: In Magdeburg geben Caught in the Act ihr Abschiedskonzert.
- 02. September: Die britische Synthie-Pop-/Synth-Rock-Band Depeche Mode startet im Tähtvere Puhkepark in Tartu ihre The Singles Tour. Die Tournee endet am 22. Dezember 1998 nach 65 Konzerten im Arrowhead Pond in Anaheim.
- 04. September: Auf der Horse Guards Parade in London findet die Live-Premiere des Albums Tubular Bells III von Mike Oldfield statt.
- 15. September: Mit … Baby One More Time erscheint die Debüt-Single der zu diesem Zeitpunkt 17-jährigen Britney Spears.
- 19. Oktober: Mit Believe erscheint die Comeback-Single der zu diesem Zeitpunkt 52-jährigen Sängerin Cher, der damit als bis dato ältester Sängerin ein Nummer-eins-Hits im Vereinigten Königreich gelingt. Das Lied macht zudem den durch Auto-Tune erzeugten Stimmeneffekt, den sogenannten „Cher-Effekt“, populär, der seitdem in der Pop-Szene häufig nachgeahmt wurde.

### Klassische Musik und Musiktheater
- 18. April: In Baden-Baden wird das von Wilhelm Holzbauer erbaute größte deutsche Festspielhaus mit einem Konzert des World Orchestra for Peace feierlich eröffnet.
- 19. September: Die Uraufführung der Oper A Streetcar Named Desire (deutsch Endstation Sehnsucht) von André Previn findet an der San Francisco Opera statt.
- 00. November: Das einaktige Ballett Mittleres Duett (Das Mittlere Duo; Choreograf Alexei Ratmansky, Komponist Yuri Khanon) wird im Mariinsky-Theater zur Musik des ersten Satzes der „Mittleren Symphonie“ aufgeführt. Die zehnminütige Produktion wird Ratmanskys Debüt als Choreograf am Mariinsky-Theater.
- Zbigniew Preisner veröffentlicht 1998 sein Requiem für meinen Freund (polnisch: Requiem dla mojego przyjaciela). Es ist sein erstes nicht für einen Film bestimmtes Musikwerk. Die Komposition ist dem verstorbenen Freund des Komponisten, dem Regisseur Krzysztof Kieślowski, gewidmet.

### Film
- 23. März: Bei der Oscarverleihung wird James Camerons 14-fach nominierter Film Titanic mit Leonardo DiCaprio und Kate Winslet in den Hauptrollen mit elf Academy Awards ausgezeichnet, unter anderem für den Besten Film. Damit ist er einer der bisher erfolgreichsten Filme. Die Musik des Titanic-Films wird von James Horner komponiert, den Titelsong My Heart Will Go On singt Céline Dion.

## Musikcharts

### Deutschland
| Singles                                    | Position | Alben                                                              |
| ------------------------------------------ | -------- | ------------------------------------------------------------------ |
|                                            |          |                                                                    |
| My Heart Will Go On Céline Dion            | 1        | Titanic: Music from the Motion Picture (Soundtrack / James Horner) |
| Flugzeuge im Bauch Oli.P                   | 2        | Let’s Talk About Love Céline Dion                                  |
| Ein Schwein namens Männer Die Ärzte        | 3        | Back for Good Modern Talking                                       |
| Out of the Dark Falco                      | 4        | Ray of Light Madonna                                               |
| Alane Wes                                  | 5        | Eros Eros Ramazzotti                                               |
| It’s Like That Run-D.M.C. vs. Jason Nevins | 6        | Mächtig viel Theater Pur                                           |
| Stand by Me 4 the Cause                    | 7        | Radio Maria Westernhagen                                           |
| Die Flut Witt / Heppner                    | 8        | Bleibt alles anders Herbert Grönemeyer                             |
| Bailando Loona                             | 9        | Out of the Dark (Into the Light) Falco                             |
| Immortality Céline Dion with the Bee Gees  | 10       | 13 Die Ärzte                                                       |

Die längsten Nummer-eins-Singles
Lieder, die die meiste Zeit während eines anderen Jahres auf Platz eins der Charts verbrachten, werden hier nicht aufgeführt.
1. Céline Dion – My Heart Will Go On (13 Wochen)
2. Die Ärzte – Ein Schwein namens Männer (8 Wochen)
3. Oli.P – Flugzeuge im Bauch (7 Wochen)

Die längsten Nummer-eins-Alben
Alben, die die meiste Zeit während eines anderen Jahres auf Platz eins der Charts verbrachten, werden hier nicht aufgeführt.
1. Westernhagen – Radio Maria (7 Wochen)
2. Die Ärzte – 13 (6 Wochen)
3. Céline Dion – Let’s Talk About Love; Modern Talking – Back for Good (jeweils 5 Wochen)

Alle Nummer-eins-Hits und die Hits des Jahres

### Österreich
| Singles                                                                        | Position | Alben                                                              |
| ------------------------------------------------------------------------------ | -------- | ------------------------------------------------------------------ |
|                                                                                |          |                                                                    |
| No tengo dinero Los Umbrellos                                                  | 1        | Titanic: Music from the Motion Picture (Soundtrack / James Horner) |
| My Heart Will Go On Céline Dion                                                | 2        | Austria 3 – Live Austria 3                                         |
| Alane Wes                                                                      | 3        | Out of the Dark (Into the Light) Falco                             |
| Ghetto Supastar (That Is What You Are) Pras Michel feat. ODB & introducing Mýa | 4        | Let’s Talk About Love Céline Dion                                  |
| Flugzeuge im Bauch Oli.P                                                       | 5        | Back for Good Modern Talking                                       |
| I Don’t Want to Miss a Thing Aerosmith                                         | 6        | Eros Eros Ramazzotti                                               |
| Life Des’ree                                                                   | 7        | Ray of Light Madonna                                               |
| Stand by Me 4 the Cause                                                        | 8        | Blue Simply Red                                                    |
| Something About the Way You Look Tonight / Candle in the Wind ’97 Elton John   | 9        | Il concerto classico Albano Carrisi                                |
| It’s Like That Run-D.M.C. vs. Jason Nevins                                     | 10       | Live Vol. 2 Austria 3                                              |

Die längsten Nummer-eins-Singles
Lieder, die die meiste Zeit während eines anderen Jahres auf Platz eins der Charts verbrachten, werden hier nicht aufgeführt.
1. Los Umbrellos – No tengo dinero (10 Wochen)
2. Wes – Alane (8 Wochen)
3. Aerosmith – I Don’t Want to Miss a Thing (7 Wochen)

Die längsten Nummer-eins-Alben
Alben, die die meiste Zeit während eines anderen Jahres auf Platz eins der Charts verbrachten, werden hier nicht aufgeführt.
1. U2 – The Best of 1980–1990 (7 Wochen)
2. Bee Gees – One Night Only; Austria 3 – Live Vol. 2; Soundtrack / James Horner – Titanic: Music from the Motion Picture (jeweils 6 Wochen)
3. Simply Red – Blue (5 Wochen)

Alle Nummer-eins-Hits und die Hits des Jahres

### Schweiz
| Singles                                                                        | Position | Alben                                                              |
| ------------------------------------------------------------------------------ | -------- | ------------------------------------------------------------------ |
|                                                                                |          |                                                                    |
| My Heart Will Go On Céline Dion                                                | 1        | Let’s Talk About Love Céline Dion                                  |
| It’s Like That Run-D.M.C. vs. Jason Nevins                                     | 2        | Titanic: Music from the Motion Picture (Soundtrack / James Horner) |
| Ghetto Supastar (That Is What You Are) Pras Michel feat. ODB & introducing Mýa | 3        | Ray of Light Madonna                                               |
| Flugzeuge im Bauch Oli.P                                                       | 4        | Uf u dervo Gölä                                                    |
| I Don’t Want to Miss a Thing Aerosmith                                         | 5        | Eros Eros Ramazzotti                                               |
| Frozen Madonna                                                                 | 6        | Magic DJ BoBo                                                      |
| Torn Natalie Imbruglia                                                         | 7        | Back for Good Modern Talking                                       |
| Bailando Loona                                                                 | 8        | S’il suffisait d’aimer Céline Dion                                 |
| La copa de la vida / The Cup of Life Ricky Martin                              | 9        | Vuelve Ricky Martin                                                |
| Stand by Me 4 the Cause                                                        | 10       | Aquarium Aqua                                                      |

Die längsten Nummer-eins-Singles
Lieder, die die meiste Zeit während eines anderen Jahres auf Platz 1 der Charts verbrachten, werden hier nicht aufgeführt.
1. Céline Dion – My Heart Will Go On (15 Wochen)
2. Oli.P – Flugzeuge im Bauch; Aerosmith – I Don’t Want to Miss a Thing (jeweils 6 Wochen)
3. Pras Michel feat. ODB & introducing Mýa – Ghetto Supastar (That Is What You Are) (5 Wochen)

Die längsten Nummer-eins-Alben
Alben, die die meiste Zeit während eines anderen Jahres auf Platz eins der Charts verbrachten, werden hier nicht aufgeführt.
1. Madonna – Ray of Light (7 Wochen)
2. Céline Dion – Let’s Talk About Love; Soundtrack / James Horner – Titanic: Music from the Motion Picture; Ace of Base – Flowers; Céline Dion – S’il suffisait d’aimer (jeweils 5 Wochen)
3. Die Ärzte – 13; DJ BoBo – Magic; Gölä – Uf u dervo (jeweils 4 Wochen)

Alle Nummer-eins-Hits und die Hits des Jahres

### Vereinigtes Königreich
| Singles                                                                        | Position | Alben                                                            |
| ------------------------------------------------------------------------------ | -------- | ---------------------------------------------------------------- |
|                                                                                |          |                                                                  |
| Believe Cher                                                                   | 1        | Talk on Corners The Corrs                                        |
| My Heart Will Go On Céline Dion                                                | 2        | Ladies & Gentlemen – The Best Of George Michael                  |
| It’s Like That Run-D.M.C. vs. Jason Nevins                                     | 3        | Where We Belong Boyzone                                          |
| No Matter What Boyzone                                                         | 4        | Life Thru a Lens Robbie Williams                                 |
| C’est la vie B*Witched                                                         | 5        | I’ve Been Expecting You Robbie Williams                          |
| How Do I Live LeAnn Rimes                                                      | 6        | Urban Hymns The Verve                                            |
| Goodbye Spice Girls                                                            | 7        | Ray of Light Madonna                                             |
| Ghetto Supastar (That Is What You Are) Pras Michel feat. ODB & introducing Mýa | 8        | Let’s Talk About Love Céline Dion                                |
| Chocolate Salty Balls (PS I Love You) Chef                                     | 9        | Titanic: Music from the Motion Picture (Soundtrack) James Horner |
| Truly, Madly, Deeply Savage Garden                                             | 10       | All Saints                                                       |

Die längsten Nummer-eins-Singles
Lieder, die die meiste Zeit während eines anderen Jahres auf Platz 1 der Charts verbrachten, werden hier nicht aufgeführt.
1. Cher – Believe (7 Wochen)
2. Run-D.M.C. vs. Jason Nevins – It’s Like That (6 Wochen)
3. David Baddiel, Frank Skinner & The Lightning Seeds – Three Lions; Boyzone – No Matter What (jeweils 3 Wochen)

Die längsten Nummer-eins-Alben
Alben, die die meiste Zeit während eines anderen Jahres auf Platz eins der Charts verbrachten, werden hier nicht aufgeführt.
1. The Verve – Urban Hymns; George Michael – Ladies & Gentlemen – The Best Of (jeweils 7 Wochen)
2. The Corrs – Talk on Corners (6 Wochen)
3. Manic Street Preachers – This Is My Truth Tell Me Yours; Boyzone – Where We Belong; Jane McDonald – Jane McDonald; Soundtrack / James Horner – Titanic: Music from the Motion Picture (jeweils 3 Wochen)

Alle Nummer-eins-Hits und die Hits des Jahres

### Vereinigte Staaten
Die längsten Nummer-eins-Singles
Lieder, die die meiste Zeit während eines anderen Jahres auf Platz 1 der Charts verbrachten, werden hier nicht aufgeführt.
1. Brandy & Monica – The Boy Is Mine (13 Wochen)
2. Next – Too Close; Monica – The First Night (jeweils 5 Wochen)
3. Aerosmith – I Don’t Want to Miss a Thing; Céline Dion & R. Kelly – I’m Your Angel (jeweils 4 Wochen)

Die längsten Nummer-eins-Alben
Alben, die die meiste Zeit während eines anderen Jahres auf Platz eins der Charts verbrachten, werden hier nicht aufgeführt.
1. Soundtrack / James Horner – Titanic: Music from the Motion Picture (16 Wochen)
2. Jay-Z – Vol. 2… Hard Knock Life (5 Wochen)
3. Lauryn Hill – The Miseducation of Lauryn Hill (4 Wochen)

Alle Nummer-eins-Hits und die Hits des Jahres

### Charts in weiteren Ländern
Siehe auch: Nummer-eins-Hits 1998 in  Australien, Belgien, Dänemark, Deutschland, Finnland, Frankreich, Irland, Italien, Japan, Kanada, Neuseeland, den Niederlanden, Norwegen, Österreich, Schweden, der Schweiz, Spanien, Ungarn, den Vereinigten Staaten und im Vereinigten Königreich.

## Musikpreise und Ehrungen

### Musikwettbewerbe
Eurovision Song Contest
1. Dana International: Diva
2. Imaani: Where Are You?
3. Chiara: The One That I Love
4. Edsilia Rombley: Hemel en aarde
5. Danijela: Neka mi ne svane

## Musikfestivals und -tourneen
- Eric Clapton – Pilgrim World Tour
- Phil Collins – The Phil Collins Big Band Tour
- Depeche Mode – The Singles Tour
- Genesis – Calling All Stations Tour
- Prince – New Power Soul Tour
- The Rolling Stones – Bridges to Babylon Tour
- Spice Girls – Spiceworld Tour
- U2 – Popmart Tour
- Yes – Open Your Eyes Tour

## Erstveranstaltungen
- Mid Europe – internationales Musikfestival im Bereich der Blasmusik

## Gründungen
- Bullet for My Valentine – britische Metal-Band
- Cápsula – argentinische Rockband
- Carl-Philipp-Emanuel-Bach-Chor Hamburg – Konzertchor aus Hamburg
- Coldplay – britische Pop-Rock-Band
- C-Bra – österreichische Pop-Girlgroup
- Dai darogu! – belarussische Punkrockband
- Four Gig Heads Percussion Ensemble – chinesisches Schlagzeugensemble aus Hongkong
- Las Vegas Philharmonic – US-amerikanisches Sinfonieorchester aus Las Vegas
- Lumen – russische Rockband aus Ufa
- Mongol800 – japanische Punk-Band
- Seeed – deutsche Band aus Berlin
- Silbermond – deutsche Pop-Rock-Band
- XPQ-21 – deutsche Electropunk-Band

## Neuveröffentlichungen (Auswahl)

### Lieder und Kompositionen
| Lied                             | Text                                                                                        | Musik                                                                                       | Erstinterpret                   | Label | Veröffentlichung   | Genre                                                 | Album                           | Weitere Informationen |
| -------------------------------- | ------------------------------------------------------------------------------------------- | ------------------------------------------------------------------------------------------- | ------------------------------- | --- | ------------------ | ----------------------------------------------------- | ------------------------------- | --- |
| A Soft Place to Fall             | Allison Moorer, Gwil Owen                                                                   | Allison Moorer, Gwil Owen                                                                   | Allison Moorer                  | | 1998               | Country                                               | Alabama Song                    | Filmsong aus dem Spielfilm Der Pferdeflüsterer, wurde bei der Oscarverleihung 1999 für den Oscar als bester Filmsong nominiert. |
| Alles ist relativ                | Franz Bartzsch, Ulrich Baronowsky, Thomas Rock, Julian Witzel                               | Franz Bartzsch, Ulrich Baronowsky, Thomas Rock, Julian Witzel                               | Die Einsteins feat. Julian      | Mac Records, Metropolitan Records                                                                                          | 1998               | Pop, Rap                                              |                                 | |
| Alles wird sich ändern           | Stefan Oliver Knoess                                                                        | Stefan Oliver Knoess                                                                        | Echt                            | Laughing Horse | 24. April 1998     | Indie-Pop                                             | Echt                            | |
| Boom, Boom, Boom, Boom!!         | Benny Andersson, Björn Ulvaeus, Wessel van Diepen, Dennis van den Driesschen                | Benny Andersson, Björn Ulvaeus, Wessel van Diepen, Dennis van den Driesschen                | Vengaboys                       | Jive Records | 16. Oktober 1998   | Pop                                                   | The Party Album                 | |
| Cassandra                        | Raymond István Rohonyi                                                                      | Theatre of Tragedy                                                                          | Theatre of Tragedy              | Swanlake Records, Massacre Records, Century Media                                                                          | 27. April 1998     | Dark Rock                                             | Aégis                           | |
| Come with Me                     | Jimmy Page, Robert Plant, John Bonham, Sean Combs, Mark Curry                               | Jimmy Page, Robert Plant, John Bonham, Sean Combs, Mark Curry                               | Puff Daddy feat. Jimmy Page     | | 19. Juni 1998      | Rap-Rock                                              | Godzilla: The Album             | |
| Crush                            | Kevin Clark, Berny Cosgrove, Andy Goldmark, Mark Mueller                                    | Kevin Clark, Berny Cosgrove, Andy Goldmark, Mark Mueller                                    | Jennifer Paige                  | Edel Records | 16. Juni 1998      | Pop                                                   | Jennifer Paige                  | |
| Doo Wop (That Thing)             | Lauryn Hill                                                                                 | Lauryn Hill                                                                                 | Lauryn Hill                     | Columbia Records, Ruffhouse Records                                                                                        | 27. Juli 1998      | Pop                                                   | The Miseducation of Lauryn Hill | |
| Evenfall                         | Morten Veland                                                                               | Tristania                                                                                   | Tristania                       | Napalm Records | 9. März 1998       | Gothic Metal                                          | Widow’s Weeds                   | |
| Frozen                           | Madonna, Patrick Leonard                                                                    | Madonna, Patrick Leonard                                                                    | Madonna                         | Maverick Records, Warner Bros.                                                                                             | 16. Februar 1998   | Pop, Ambient, Trip-Hop, Electronica                   | Ray of Light                    | |
| Fuel                             | James Hetfield, Kirk Hammett, Lars Ulrich                                                   | James Hetfield, Kirk Hammett, Lars Ulrich                                                   | Metallica                       | Elektra Records | 16. Juni 1998      | Heavy Metal, Hard Rock                                | ReLoad                          | |
| Goodbye                          | Victoria Beckham, Melanie Brown, Emma Bunton, Melanie Chisholm, Matt Rowe, Richard Stannard | Victoria Beckham, Melanie Brown, Emma Bunton, Melanie Chisholm, Matt Rowe, Richard Stannard | Spice Girls                     | Virgin Records | 7. Dezember 1998   | Pop                                                   | Forever                         | |
| I’m Your Angel                   | Robert Kelly                                                                                | Robert Kelly                                                                                | Celine Dion und R. Kelly        | | 21. September 1998 | Pop                                                   | These Are Special Times, R.     | |
| Lately                           | Will Baker, Christopher Kelly, Pete Woodruff                                                | Will Baker, Christopher Kelly, Pete Woodruff                                                | Divine                          | | 25. August 1998    | Pop                                                   | Fairy Tales                     | |
| Lorelei                          | Raymond István Rohonyi                                                                      | Theatre of Tragedy                                                                          | Theatre of Tragedy              | Swanlake Records, Massacre Records, Century Media (Vereinigte Staaten), Avalaon (Japan), Rock Brigade Records (Südamerika) | 18. August 1998    | Dark Rock                                             | Aégis                           | |
| Love Is Enough                   | Peter Hantke, Frank Reinert, Detlef Höller, Ursula Kobel                                    | Peter Hantke, Frank Reinert, Detlef Höller, Ursula Kobel                                    | Kisha                           | Ariola | 6. Dezember 1998   | Pop                                                   | Kisha                           | |
| Merry Christmas, Happy Holidays  | JC Chasez, Vincent Degiorgio, Veit Renn, Justin Timberlake                                  | JC Chasez, Vincent Degiorgio, Veit Renn, Justin Timberlake                                  | *NSYNC                          | RCA Records | 10. November 1998  | Pop                                                   | Home for Christmas              | |
| My Love Is Your Love             | Wyclef Jean, Jerry Duplessis                                                                | Wyclef Jean, Jerry Duplessis                                                                | Whitney Houston                 | Arista Records | 17. November 1998  | Contemporary R&B, Pop                                 | My Love Is Your Love            | |
| One Week                         | Ed Robertson                                                                                | Ed Robertson                                                                                | Barenaked Ladies                | | 7. Juli 1998       | Pop-Rock                                              | Stunt                           | |
| Ray of Light                     | Madonna Ciccone, Dave Curtiss, Clive Maldoon, William Orbit                                 | Madonna Ciccone, Dave Curtiss, Clive Maldoon, William Orbit                                 | Madonna                         | Maverick Records | 22. Februar 1998   | Acid House, Dance-Pop, Disco, Electronica, Synth Rock | Ray of Light                    | |
| Stern des Südens                 | Willy Astor, Stephan Lehmann                                                                | Willy Astor                                                                                 | Claus Lessmann                  | Ariola | 5. Januar 1998     | Hymne, Pop-Rock                                       | Heimspiel                       | Vereinshymne des FC Bayern München                                                                                              |
| Tequila Sunrise                  | Louis Freese, Lawrence Muggerud, Senen Reyes, Barron Ricks                                  | Louis Freese, Lawrence Muggerud, Senen Reyes, Barron Ricks                                  | Cypress Hill feat. Barron Ricks | Ruffhouse, Columbia Records                                                                                                | 14. September 1998 | Latin Hip-Hop, Gangsta-Rap                            | IV                              | |
| The First Night                  | Jermaine Dupri, Marilyn McLeod, Tamara Savage, Pam Sawyer                                   | Jermaine Dupri, Marilyn McLeod, Tamara Savage, Pam Sawyer                                   | Monica                          | | 18. Juni 1998      | Contemporary R&B                                      | The Boy Is Mine                 | |
| The Power of Good-Bye            | Madonna Ciccone, Rick Nowels                                                                | Madonna Ciccone, Rick Nowels                                                                | Madonna                         | Maverick | 22. Februar 1998   | Pop                                                   | Ray of Light                    | |
| The Unforgiven                   | James Hetfield, Kirk Hammett, Lars Ulrich                                                   | James Hetfield, Kirk Hammett, Lars Ulrich                                                   | Metallica                       | Elektra Records | 23. Februar 1998   | Heavy Metal, Hard Rock                                | ReLoad                          | |
| Tunak Tunak Tun                  | Daler Mehndi                                                                                | Daler Mehndi                                                                                | Daler Mehndi                    | Magna Sound, Sony Music | 1998               | Bhangra                                               | Tunak Tunak Tun                 | |
| We Like to Party! (The Vengabus) | Wessel van Diepen, Dennis van den Driesschen                                                | Wessel van Diepen, Dennis van den Driesschen                                                | Vengaboys                       | Urban Records | 19. Oktober 1998   | Pop                                                   | The Party Album                 | |
| Why?                             | Peter Hantke, Frank Reinert, Detlef Höller                                                  | Peter Hantke, Frank Reinert, Detlef Höller                                                  | Kisha                           | Ariola | 20. Juli 1998      | Pop                                                   | Kisha                           | |
| Wieder hier                      | Marius Müller-Westernhagen                                                                  | Marius Müller-Westernhagen                                                                  | Marius Müller-Westernhagen      | Warner Bros. Records | 17. August 1998    | Deutschrock                                           | Radio Maria                     | |
| Your Imagination                 | Brian Wilson, Joe Thomas, Steve Dahl                                                        | Brian Wilson, Joe Thomas, Steve Dahl                                                        | Brian Wilson                    | Giant Records | 19. Mai 1998       | Rock                                                  | Imagination                     | |

### Alben
| Album                                              | Interpret                                  | Label                                          | Veröffentlichung   | Genre                                                 | Weitere Informationen |
| -------------------------------------------------- | ------------------------------------------ | ---------------------------------------------- | ------------------ | ----------------------------------------------------- | --------------------- |
| 5                                                  | Lenny Kravitz                              | Virgin Records                                 | 11. Mai 1998       | Alternative Rock, Hard Rock, Funk Rock                |                       |
| 13                                                 | Die Ärzte                                  | Hot Action Records, PolyGram                   | 25. Mai 1998       | Punkrock                                              |                       |
| Abandon                                            | Deep Purple                                | EMI Records (UK), CMC, Prominent Records (USA) | 2. Juni 1998       | Hard Rock, Progressive Metal, Rock                    |                       |
| Against                                            | Sepultura                                  | Roadrunner Records                             | 6. Oktober 1998    | Groove Metal                                          |                       |
| Americana                                          | The Offspring                              | Columbia Records                               | 17. November 1998  | Pop-Punk, Punkrock                                    |                       |
| At Home                                            | Slow Poke                                  | Palmetto Records                               | 1998               | Fusion                                                |                       |
| Back for Good                                      | Modern Talking                             | BMG                                            | 28. März 1998      | Pop                                                   |                       |
| Begegnungen                                        | Peter Maffay                               | Ariola                                         | 2. März 1998       | Pop-Rock                                              |                       |
| Bleibt alles anders                                | Herbert Grönemeyer                         | Grönland Records (EMI)                         | 17. April 1998     | Rock                                                  |                       |
| Boogaloo                                           | Nazareth                                   | Steamhammer/SPV                                | 25. August 1998    | Hard Rock                                             |                       |
| Bootlegged in Japan                                | Napalm Death                               | Earache Records                                | 22. Juni 1998      | Death Metal, Grindcore                                | Livealbum             |
| Buch der Erinnerung                                | Böhse Onkelz                               | Bellaphon Records                              | 4. Mai 1998        | Hard Rock                                             | Kompilation           |
| Chaos                                              | Paul Bley, Furio Di Castri und Tony Oxley  | Soul Note                                      | 1998               | Jazz                                                  |                       |
| Crystal Ball                                       | Prince                                     | NPG Records                                    | 29. Januar 1998    | Contemporary R&B, Funk, Pop, Rockmusik, Soul          |                       |
| Dead                                               | Obituary                                   | Roadrunner Records                             | 21. April 1998     | Death Metal                                           |                       |
| Diabolus in Musica                                 | Slayer                                     | American Recordings                            | 9. Juni 1998       | Thrash Metal, Nu Metal, Groove Metal                  |                       |
| Do or Die                                          | Dropkick Murphys                           | Hellcat                                        | 27. Januar 1998    | Oi!, Hardcore Punk, Celtic-Punk                       | Debütalbum            |
| Echt                                               | Echt                                       | Laughing Horse                                 | 9. Oktober 1998    | Indie-Pop                                             | Debütalbum            |
| Es ist gut, daß es Freunde gibt                    | Stefanie Hertel                            | Montana Records                                | 17. August 1998    | Volkstümliche Musik                                   |                       |
| Flowers                                            | Ace of Base                                | Mega Records                                   | 15. Juni 1998      | Euro Disco, Dance, Pop                                |                       |
| From the Choirgirl Hotel                           | Tori Amos                                  | Atlantic Records                               | 1. Mai 1998        | Alternative Rock, Pop-Rock                            |                       |
| Garage Inc.                                        | Metallica                                  | Elektra Records                                | 24. November 1998  | Heavy Metal, Thrash Metal, Hard Rock                  | Kompilation           |
| Hellbilly Deluxe                                   | Rob Zombie                                 | Geffen Records                                 | 25. August 1998    | Industrial Metal                                      | Debütalbum            |
| Mechanical Animals                                 | Marilyn Manson                             | Nothing/Interscope                             | 15. September 1998 | Glam Rock, Alternative Rock, Electronic Rock          |                       |
| Moment of Truth                                    | Gang Starr                                 | Noo Trybe Records / Virgin Records             | 31. März 1998      | Rap                                                   |                       |
| Néapolis                                           | Simple Minds                               | Chrysalis Records                              | 16. März 1998      | Pop-Rock, Synthpop                                    |                       |
| Nena Live ’98                                      | Nena                                       | Polydor                                        | 6. November 1998   | Pop                                                   | Livealbum             |
| Newpower Soul                                      | The New Power Generation                   | NPG Records, Sony Music Entertainment          | 30. Juni 1998      | Contemporary R&B, Elektronische Tanzmusik, Funk, Soul |                       |
| No Substance                                       | Bad Religion                               | Atlantic Records                               | 5. Mai 1998        | Punkrock                                              |                       |
| Notes on Ornette                                   | Paul Bley                                  | SteepleChase Records                           | 1998               | Jazz                                                  |                       |
| Once Sent from the Golden Hall                     | Amon Amarth                                | Metal Blade Records, Sony Music Entertainment  | 10. Februar 1998   | Melodic Death Metal                                   |                       |
| Out of the Dark (Into the Light)                   | Falco                                      | EMI Electrola GmbH                             | 27. Februar 1998   | Pop, Techno, House, Rock                              |                       |
| Psycho Circus                                      | Kiss                                       | Mercury Records                                | 22. September 1998 | Hard Rock                                             |                       |
| Queens of the Stone Age                            | Queens of the Stone Age                    | Roadrunner Records                             | 22. September 1998 | Stoner Rock, Hard Rock                                | Debütalbum            |
| Radio Maria                                        | Marius Müller-Westernhagen                 | WEA Records                                    | 1998               | Deutschrock                                           |                       |
| Ray of Light                                       | Madonna                                    | Maverick Records, Warner Bros.                 | 22. Februar 1998   | Downtempo, Electronica, Trance                        |                       |
| Semi-Detached                                      | Therapy?                                   | A&M Records                                    | 10. März 1998      | Alternative Rock                                      |                       |
| Side by Side                                       | The Vaché & Allred & Metz Family Jazz Band | Nagel-Heyer Records                            | 1998               | Jazz                                                  |                       |
| Snake Bite Love                                    | Motörhead                                  | CMC                                            | 10. März 1998      | Heavy Metal                                           |                       |
| Something’s Got to Give: Portraits of Fred Astaire | Brian Kellock Trio                         | Caber Records                                  | 1998               | Jazz                                                  |                       |
| Sonic Origami                                      | Uriah Heep                                 | Eagle Records                                  | September 1998     | Hard Rock, Progressive Rock                           |                       |
| Stigmata                                           | Arch Enemy                                 | Century Media                                  | 21. März 1998      | Melodic Death Metal                                   |                       |
| System of a Down                                   | System of a Down                           | American Recordings, Columbia                  | 30. Juni 1998      | Alternative Metal, Nu Metal                           | Debütalbum            |
| The Best of 1980–1990                              | U2                                         | Island Records                                 | 10. November 1998  | Rockmusik, Alternative Rock                           |                       |
| The Black Light                                    | Calexico                                   | Touch and Go Records                           | 19. Mai 1998       | Alternative Country, Indie-Rock                       |                       |
| The Chemical Wedding                               | Bruce Dickinson                            | Air Raid/CMC International                     | 15. September 1998 | Heavy Metal                                           |                       |
| The Singles 86–98                                  | Depeche Mode                               | Mute Records                                   | 28. September 1998 | Synthie-Pop, Alternative Rock, Synth Rock             |                       |
| The Truth                                          | Prince                                     | NPG Records                                    | 29. Januar 1998    | Contemporary R&B, Funk, Pop                           |                       |
| This Is Hardcore                                   | Pulp                                       | BMG                                            | 30. März 1998      | Artrock, Glam Rock, Britpop                           |                       |
| Tracks                                             | Bruce Springsteen                          | Columbia Records                               | 10. November 1998  | Rock                                                  | Boxset                |
| Tubular Bells III                                  | Mike Oldfield                              | Warner Music                                   | 22. September 1998 | Progressive Rock                                      |                       |
| Up                                                 | R.E.M.                                     | Warner Brothers                                | 26. Oktober 1998   | Alternative Rock                                      |                       |
| Use Your Illusion                                  | Guns N’ Roses                              | Geffen Records                                 | 25. August 1998    | Hard Rock                                             | Kompilation           |
| Van Halen III                                      | Van Halen                                  | Warner Music Group                             | 17. März 1998      | Hard Rock                                             |                       |
| Virtual XI                                         | Iron Maiden                                | EMI                                            | 23. März 1998      | Heavy Metal                                           |                       |
| Viva los Tioz                                      | Böhse Onkelz                               | Virgin Records                                 | 4. September 1998  | Hard Rock                                             |                       |
| Wenn alles richtig ist, dann stimmt was nich       | Nena                                       | Polydor                                        | 6. Juli 1998       | Pop                                                   |                       |
| Wir warten auf’s Christkind                        | Die Toten Hosen                            | JKP, Eastwest Records                          | 26. Oktober 1998   | Punkrock, Rock                                        |                       |
| Words from the Exit Wound                          | Napalm Death                               | Earache Records                                | 26. Oktober 1998   | Death Metal                                           |                       |
| WOW 1999                                           | verschiedene Interpreten                   | EMI Christian Music Group                      | 20. Oktober 1998   | Christliche Popmusik                                  | Kompilation           |
| You’ve Come a Long Way, Baby                       | Fatboy Slim                                | Skint Records, Astralwerks                     | 19. Oktober 1998   | Big Beat, Techno                                      |                       |

## Geboren

### Januar bis Juni
- 21. Januar: Hysta, französische Hardcore-DJ und -Produzentin
- 25. Januar: Johanna Egger, österreichische Schauspielerin und Singer-Songwriterin
- 27. Januar: Albina Kelmendi, kosovarische Sängerin
- 00. Januar: Ambre Vallet, deutsch-französische Singer-Songwriterin
- 05. Februar: Emily Jane Roberts, britische Gitarristin und Komponistin
- 19. Februar: Chappell Roan, US-amerikanische Sängerin, Songwriterin und Dragqueen
- 08. März: Molly Sterling, irische Singer-Songwriterin
- 11. März: Selina-Maria Edbauer, österreichische Sängerin
- 18. März: Jamie-Lee Kriewitz, deutsche Popsängerin
- 03. April: Paris Jackson, US-amerikanische Schauspielerin, Model und Sängerin
- 04. April: Ayliva, deutsche Musikerin
- 04. April: C. Gambino, schwedischer Rapper († 2024)
- 15. April: Sexyy Red, US-amerikanische Rapperin
- 21. Mai: Ari Ólafsson, isländischer Sänger
- 25. Mai: Caity Gyorgy, kanadische Jazzsängerin
- 25. Mai: Andrew Lambrou, australischer Sänger
- 30. Mai: Sarah Bonnici, maltesische Sängerin
- 31. Mai: Monika Marija, litauische Sängerin
- 03. Juni: Myles Smith, britischer Singer-Songwriter
- 29. Juni: Gjon’s Tears, Schweizer Sänger

### Juli bis Dezember
- 08. Juli: Jonas Stark, deutscher Pianist
- 24. Juli: Hugo Helmig, dänischer Musiker († 2022)
- 08. August: Shawn Mendes, kanadischer Sänger
- 14. August: Doechii, US-amerikanische Rapperin und Sängerin
- 17. August: Ilinca, rumänische Sängerin
- 06. September: Michele Perniola, italienischer Sänger
- 07. September: Nunu, israelische Künstlerin
- 25. September: Chiara Kerper, österreichische Musikerin
- 30. September: CHAiLD, luxemburgischer Elektropopsänger
- 03. Oktober: Leonora, dänische Sängerin und Eiskunstläuferin
- 07. Oktober: Semicenk, türkischer Popmusiker
- 14. Oktober: Nina Chuba, deutsche Schauspielerin und Sängerin
- 02. November: Nadav Guedj, französisch-israelischer Sänger
- 07. November: Kim Hongjoong, südkoreanischer Sänger, Rapper, Tänzer und Musikproduzent
- 12. November: Selah Marley, US-amerikanisches Model und Sängerin
- 27. November: Paul Fey, deutscher Organist, Komponist und YouTuber
- 02. Dezember: Juice Wrld, US-amerikanischer Rapper, Sänger und Songwriter († 2019)
- 13. Dezember: Florian Karl Jelinek, österreichischer Webvideoproduzent, Musiker und Unternehmer
- 19. Dezember: Frans, schwedischer Sänger
- 20. Dezember: Dylan Wang, chinesischer Schauspieler und Sänger
- 22. Dezember: Genevieve Hannelius, US-amerikanische Schauspielerin und Musikerin
- 31. Dezember: Akane Yonezawa, japanische Rock-Musikerin und Metal-Musikerin

### Genaues Geburtsdatum unbekannt
- Tobias Altripp, deutscher Jazzmusiker (Piano, Komposition)
- Emmanuelle Bonnet, Schweizer Musikerin (Gesang, Komposition)
- Elli na makowom pole, russische Singer-Songwriterin
- Éloi, französische Musikerin und Sängerin-Songwriterin
- Marina Iten, Schweizer Jazzmusikerin (Saxophon, Komposition)
- Chantz Powell, US-amerikanischer Trompeter, Schauspieler, Stepptänzer und Produzent
- Mina Richman, deutsch-iranische Singer-Songwriterin
- Paul Scheugenpflug, deutscher Jazzmusiker (Saxophon, Komposition)
- Emilia Suárez, US-amerikanische Schauspielerin, Model und Musikerin
- Finn Wiest, deutscher Jazzmusiker (Schlagzeug, Komposition)

### Geboren um 1998
- Bartłomiej Leśniak, polnischer Jazzmusiker (Piano, Keyboards, Komposition)

## Gestorben

### Januar
- 01. Januar: Dave Schildkraut, US-amerikanischer Jazzaltsaxophonist (* 1925)
- 02. Januar: Max Colpet, US-amerikanischer Schriftsteller, Drehbuchautor und Liedtexter (* 1905)
- 02. Januar: Nick Venet, US-amerikanischer Musikproduzent und Komponist (* 1936)
- 04. Januar: Rees Gwerder, Schweizer Volksmusikant (* 1911)
- 05. Januar: Hugo Avendaño, mexikanischer Opernsänger (Bariton) (* 1927)
- 05. Januar: Sonny Bono, US-amerikanischer Sänger, Schauspieler und Politiker (* 1935)
- 05. Januar: Georgi Wassiljewitsch Swiridow, sowjetischer Komponist (* 1915)
- 06. Januar: Lotte Brott, kanadische Cellistin und Musikmanagerin (* 1922)
- 06. Januar: Heinz Neubrand, österreichischer Musiker (Piano, Hammondorgel, Vibraphon), Komponist, Arrangeur und Orchesterleiter (* 1921)
- 07. Januar: Owen Bradley, US-amerikanischer Produzent von Country-Musik (* 1915)
- 08. Januar: Jeanne Isabel Dorothy Ackland, kanadische Organistin, Pianistin, Musikpädagogin und Komponistin (* 1914)
- 08. Januar: Jimmy Butts, US-amerikanischer Jazzbassist (* 1917)
- 09. Januar: György Geszler, ungarischer Pianist und Komponist (* 1913)
- 09. Januar: Michael Tippett, englischer Komponist (* 1905)
- 11. Januar: Hermanas Perelšteinas, litauischer Chordirigent und Musikpädagoge (* 1923)
- 11. Januar: Miroslav Raichl, tschechischer Komponist und Musikpädagoge (* 1930)
- 11. Januar: Klaus Tennstedt, deutscher Dirigent und Violinist (* 1926)
- 12. Januar: Peter Jona Korn, deutscher Musiker und Komponist (* 1922)
- 12. Januar: Phyllis Nelson, US-amerikanische Sängerin (* 1950)
- 13. Januar: Bob Martin, österreichischer Sänger und Musiker (* 1922)
- 14. Januar: Safiye Ayla, türkische Sängerin (* 1907)
- 15. Januar: Junior Wells, US-amerikanischer Blues-Musiker (Mundharmonika) (* 1934)
- 16. Januar: Peter Diamand, niederländischer Musikmanager (* 1913)
- 16. Januar: Tommy Pederson, US-amerikanischer Jazzposaunist (* 1920)
- 16. Januar: Hermann Wedekind, deutscher Schauspieler, Opernsänger, Regisseur und Theaterintendant (* 1910)
- 17. Januar: Junior Kimbrough, US-amerikanischer Blues-Musiker (* 1930)
- 17. Januar: Cliffie Stone, US-amerikanischer Country-Musiker, Moderator und Produzent (* 1917)
- 18. Januar: Clarence Love, US-amerikanischer Bandleader und Saxophonist (* 1908)
- 19. Januar: Carl Perkins, US-amerikanischer Rockabilly-Musiker (* 1932)
- 20. Januar: Johannes Kemter, deutscher Konzertmusiker (Pauke, Schlagzeug, Violine), Opernsänger (Tenor) und Gesangspädagoge (* 1918)
- 20. Januar: Nino Pirrotta, italienischer Musikwissenschaftler und -pädagoge (* 1908)
- 21. Januar: Eduard M. Fallet, Schweizer Wirtschaftswissenschaftler, Musiker und Lokalhistoriker (* 1904)
- 23. Januar: Kurt Prokscha, deutscher Dirigent und Musikdirektor (* 1919)
- 24. Januar: Walter Bishop junior, US-amerikanischer Jazzpianist (* 1927)
- 24. Januar: Justin Tubb, US-amerikanischer Country-Musiker und Songwriter (* 1935)
- 25. Januar: Roy Porter, US-amerikanischer Jazzmusiker (Schlagzeug, Komposition) und Bandleader (* 1923)
- 25. Januar: Attila Zoller, ungarischer Jazzmusiker (* 1927)
- 26. Januar: Lee Moses, US-amerikanischer R&B- und Soulsänger, Gitarrist und Multiinstrumentalist (* 1941)
- 26. Januar: Suzuki Shin’ichi, japanischer Violinist und Musikpädagoge (* 1898)
- 30. Januar: Héctor Campos-Parsi, puerto-ricanischer Komponist (* 1922)
- 30. Januar: Luise Walker, österreichische Gitarristin (* 1910)

### Februar
- 02. Februar: Nina Petrowna Jemeljanowa, sowjetische bzw. russische Pianistin, Musikpädagogin und Hochschullehrerln (* 1912)
- 03. Februar: Fat Pat, US-amerikanischer Rapper (* 1970)
- 05. Februar: Douglas Gamley, australischer Filmkomponist, Pianist, Dirigent und Arrangeur (* 1924)
- 05. Februar: Nick Webb, britischer Jazzgitarrist und Komponist (* 1954)
- 06. Februar: Falco, österreichischer Musiker (* 1957)
- 06. Februar: Oscar Thiffault, kanadischer Folksänger (* 1912)
- 06. Februar: Carl Wilson, US-amerikanischer Musiker (* 1946)
- 08. Februar: Alby Cullaz, französischer Jazzkontrabassist (* 1941)
- 09. Februar: Hal Derwin, US-amerikanischer Sänger, Gitarrist, Bigband-Leader und Songwriter (* 1914)
- 10. Februar: Pablo Armitano, venezolanischer Trompeter, Militärkapellmeister und Musikpädagoge (* 1924)
- 13. Februar: Thomas Chapin, US-amerikanischer Musiker des Modern Creative Jazz (Alt- und Sopransaxophon, Flöte, Komposition) (* 1957)
- 14. Februar: Karl Biehlig, deutscher Hornist und Musikpädagoge (* 1920)
- 16. Februar: Josef Mertin, österreichischer Ensembleleiter, Sänger, Organist und Orgelbauer (* 1904)
- 17. Februar: Bob Merrill, US-amerikanischer Songwriter, Theaterkomponist, Texter und Drehbuchautor (* 1921)
- 18. Februar: Laurie Styvers, US-amerikanische Folk-Pop-Sängerin (* 1951)
- 19. Februar: Grandpa Jones, US-amerikanischer Country-Musiker (* 1913)
- 20. Februar: Ivor Mairants, polnisch-britischer Gitarrist, Musiklehrer und Komponist (* 1908)
- 22. Februar: Claus H. Henneberg, deutscher Librettist, Übersetzer, Dramaturg und Opern-Intendant (* 1936)
- 24. Februar: Miff Görling, schwedischer Jazz- und Unterhaltungsmusiker (Posaune, Komposition, Arrangement) (* 1909)
- 24. Februar: Ernst Gutstein, österreichischer Opernsänger (Bariton) (* 1924)
- 24. Februar: Jorge Omar, argentinischer Tangosänger (* 1911)
- 25. Februar: Rockin’ Sidney, US-amerikanischer R&B-, Zydeco- und Soul-Musiker (* 1938)
- 26. Februar: Vico Torriani, Schweizer Schlagersänger, Schauspieler, Showmaster und Kochbuchautor (* 1920)

### März
- 01. März: Walter Zuber Armstrong, US-amerikanischer Jazzmusiker (Piano, Flöte, Bassklarinette), Komponist, Arrangeur und Hochschullehrer (* 1936)
- 01. März: Miltiades Caridis, deutsch-griechischer Dirigent (* 1923)
- 02. März: Marcus Adeney, kanadischer Cellist, Komponist, Musikpädagoge und Schriftsteller (* 1900)
- 02. März: Marzette Watts, US-amerikanischer Tenorsaxophonist und Komponist (* 1938)
- 04. März: Johann Gansch, österreichischer Komponist (* 1925)
- 06. März: Pierre Villette, französischer Komponist (* 1926)
- 07. März: Leonie Rysanek, österreichische Opernsängerin (Sopran) (* 1926)
- 11. März: Basil Coetzee, südafrikanischer Musiker (Tenorsaxophon, Jazzflöte) (* 1944)
- 12. März: Red Richards, US-amerikanischer Jazzpianist (* 1912)
- 12. März: Herbert Wessely, mährischer Graveur, Komponist, Kunstmaler und Schriftsteller (* 1908)
- 13. März: Magda Hain, deutsche Schlagersängerin (* 1920)
- 13. März: Judge Dread, britischer Reggae- und Ska-Musiker (* 1945)
- 15. März: Jackie Lee Cochran, US-amerikanischer Rockabilly-Musiker (* 1934)
- 15. März: Tim Maia, brasilianischer Soul- und Funkmusiker, Sänger, Songwriter, Produzent, Dirigent und Multi-Instrumentalist (* 1942)
- 15. März: Hermann Sandbank, deutscher Opernsänger (* 1917)
- 19. März: Catherine Sauvage, französische Chansonnière und Schauspielerin (* 1929)
- 20. März: Beverley Cross, britischer Librettist (Oper, Musical) und Drehbuchautor (* 1931)
- 21. März: Milton Cruz, dominikanischer Pianist (* 1939)
- 21. März: Emil Seiler, deutscher Bratschist, Komponist und Musikpädagoge (* 1906)
- 26. März: Dennis Charles, US-amerikanischer Jazzschlagzeuger (* 1933)
- 29. März: Kvitka Cisyk, US-amerikanische Koloratursopranistin (* 1953)
- 30. März: Michèle Arnaud, französische Chanson-Sängerin (* 1919)

### April
- 01. April: Theodore Bloomfield, US-amerikanischer Dirigent und Komponist (* 1923)
- 01. April: Edmund Löffler, deutscher Komponist (* 1900)
- 01. April: Rozz Williams, US-amerikanischer Sänger und Songschreiber (* 1963)
- 03. April: Rob Pilatus, deutscher Tänzer und Sänger (Milli Vanilli) (* 1964)
- 04. April: Pierre Lantier, französischer Komponist und Musikpädagoge (* 1910)
- 04. April: Alvin Tyler, US-amerikanischer Rhythm-and-Blues-, Rock-’n’-Roll- und Jazzsaxophonist (* 1925)
- 05. April: Cozy Powell, britischer Schlagzeuger (* 1947)
- 06. April: Wendy O. Williams, US-amerikanische Punk-Musikerin (* 1949)
- 06. April: Tammy Wynette, US-amerikanische Country-Sängerin und Songwriterin (* 1942)
- 07. April: Modesta Bor, venezolanische Komponistin (* 1926)
- 09. April: Tom Cora, US-amerikanischer Cellist (* 1953)
- 11. April: Günter Fork, deutscher Komponist und Hochschullehrer (* 1930)
- 11. April: Ivan Tcherepnin, US-amerikanischer Komponist (* 1943)
- 13. April: Friedrich Hofmann, deutscher evangelisch-lutherischer Theologe, Pfarrer, Hymnologe und Kirchenmusiker (* 1910)
- 15. April: Rose Maddox, US-amerikanische Countrysängerin (* 1925)
- 17. April: Linda McCartney, US-amerikanische Fotografin, Musikerin und Buchautorin (* 1941)
- 20. April: Othmar Wessely, österreichischer Musikwissenschaftler (* 1922)
- 21. April: Helen Ward, US-amerikanische Sängerin (* 1916)
- 22. April: Herma Kramm, deutsche Chorleiterin und Musikpädagogin (* 1920)
- 24. April: Mel Powell, US-amerikanischer Jazzpianist und klassischer Komponist (* 1923)
- 25. April: Reynaldo Nichele, argentinischer Tangogeiger (* 1918)
- 25. April: Haimo Wisser, österreichischer Komponist, Autor, Musiker und Liedermacher (* 1952)
- 26. April: Johannes Piersig, deutscher Kantor, Dozent für Orgelspiel, Musikerziehung und Musiktheorie (* 1907)
- 28. April: Martin Schoppe, deutscher Musikwissenschaftler und Maler (* 1936)
- 29. April: Ann Dupont, US-amerikanische Jazzmusikerin (Klarinettistin, Bandleaderin, Sängerin) (* 1915)
- 30. April: Roman Maciejewski, polnischer Komponist, Pianist und Dirigent (* 1910)

### Mai
- 01. Mai: NUK, deutscher Musikclown (* 1908)
- 02. Mai: Hideto Matsumoto, japanischer Visual-Kei- und J-Rock-Musiker (* 1964)
- 03. Mai: Erich Bergel, deutscher Dirigent und Musikwissenschaftler (* 1930)
- 03. Mai: Johannes Driessler, deutscher Komponist und Hochschullehrer (* 1921)
- 03. Mai: Gerulf Pannach, deutscher Liedermacher und Texter (* 1948)
- 04. Mai: Berta Solomonowna Maranz, sowjetische und russische Pianistin und Klavierpädagogin (* 1907)
- 05. Mai: Alfredo Dalton, argentinischer Tangosänger und -dichter (* 1929)
- 05. Mai: Tommy McCook, jamaikanischer Tenorsaxophonist (* 1927)
- 07. Mai: Blue Lu Barker, US-amerikanische Jazz- und Bluessängerin (* 1913)
- 07. Mai: Eddie Rabbitt, US-amerikanischer Countrysänger und Songwriter (* 1941)
- 08. Mai: Reece Shipley, US-amerikanischer Country-Musiker (* 1921)
- 09. Mai: Alice Faye, US-amerikanische Schauspielerin und Sängerin (* 1915)
- 10. Mai: Lester Butler, US-amerikanischer Bluesharmonika-Spieler (* 1959)
- 10. Mai: Clara Rockmore, russische Instrumentalistin und Virtuosin (Theremin) (* 1911)
- 14. Mai: Frank Sinatra, US-amerikanischer Sänger, Schauspieler und Entertainer (* 1915)
- 15. Mai: Sergei Wladimirowitsch Paramonow, russisch-sowjetischer Sänger (* 1961)
- 15. Mai: Bertram Schofield, britischer Musikwissenschaftler und Paläograph (* 1896)
- 17. Mai: Günter Bergmann, Mathematiker, Botaniker und Komponist und Hochschullehrer (* 1910)
- 17. Mai: Nina Lwowna Dorliak, russische Sängerin (Sopran) (* 1908)
- 19. Mai: Edwin Astley, britischer Filmkomponist (* 1922)
- 19. Mai: Dorothy Donegan, US-amerikanische Jazz-Pianistin (* 1924)
- 20. Mai: Karl-Josef Hering, deutscher Opernsänger (Tenor) (* 1929)
- 20. Mai: Robert Normann, norwegischer Jazzmusiker (Gitarre, auch Tenorsaxophon, Komposition) (* 1916)
- 24. Mai: George Kelly, US-amerikanischer Jazztenorsaxophonist, Sänger und Arrangeur (* 1915)
- 27. Mai: Spencer Clark, US-amerikanischer Jazzmusiker (Basssaxophon, Klarinette, Kontrabass, Kornett, Altsaxophon, Gitarre, Piano, Trompete, Xylophon) (* 1908)
- 28. Mai: Takekuni Hirayoshi, japanischer Komponist klassischer Musik (* 1936)
- 29. Mai: Ted Dunbar, US-amerikanischer Jazzgitarrist und Komponist, sowie Musikpädagoge (* 1937)
- 30. Mai: Klaus Hashagen, deutscher Komponist (* 1924)
- 30. Mai: Greta Kraus, kanadische Pianistin, Cembalistin und Musikpädagogin (* 1907)
- 30. Mai: Wolfram Röhrig, deutscher Pianist, Komponist und Dirigent (* 1916)
- 31. Mai: Lotti Huber, deutsche Schauspielerin, Sängerin, Tänzerin und avantgardistische Künstlerin (* 1912)
- 31. Mai: Stanisław Wisłocki, polnischer Komponist, Dirigent, Pianist und Musikpädagoge (* 1921)

### Juni
- 03. Juni: Poul Bundgaard, dänischer Schauspieler sowie Operettensänger (Tenor) (* 1922)
- 05. Juni: Oskar Hoby, Schweizer Sänger, Schauspieler und Kabarettist (* 1918)
- 06. Juni: Peter Fihn, jugoslawisch-deutscher Komponist, Dirigent und Musiker (* 1908)
- 06. Juni: Svend S. Schultz, dänischer Komponist und Dirigent (* 1913)
- 07. Juni: Günter König, deutscher Schauspieler, Synchronsprecher und Opernsänger sowie Hörspielsprecher (* 1926)
- 08. Juni: Philippe Autexier, französischer Musikwissenschaftler (* 1954)
- 08. Juni: Hanna Lachertowa, polnische Pianistin und Musikpädagogin (* 1910)
- 08. Juni: Harry Lookofsky, US-amerikanischer Jazzgeiger (* 1913)
- 10. Juni: Bobby Bryant, US-amerikanischer Jazztrompeter und Flügelhornist (* 1934)
- 10. Juni: Fernando Germani, italienischer Organist, Komponist und Orgelpädagoge (* 1906)
- 10. Juni: Guy Lafitte, französischer Jazzmusiker (Tenorsaxophonist, Klarinettist) (* 1927)
- 11. Juni: Lucia Valentini Terrani, italienische Opernsängerin (Mezzosopran) (* 1946)
- 12. Juni: Theresa Merritt, US-amerikanische Musicaldarstellerin und Filmschauspielerin (* 1922)
- 18. Juni: Edward Eliscu, US-amerikanischer Schauspieler, Drehbuchautor und Songschreiber (* 1902)
- 19. Juni: Alci Sánchez, venezolanischer Sänger (* unbekannt)
- 20. Juni: Bobby Gimby, kanadischer Bandleader, Trompeter und Songwriter (* 1918)
- 21. Juni: Gerhard Gundermann, deutscher Liedermacher und Rockmusiker (* 1955)
- 22. Juni: Benny Green, britischer Jazzmusiker (Saxophon), Radiomoderator und Buchautor (* 1927)
- 23. Juni: Herbert Haufrecht, US-amerikanischer Komponist und Volksliedforscher (* 1909)
- 23. Juni: Ernst-August Steinhoff, deutscher Opernsänger (Tenor) (* 1917)
- 25. Juni: Horst-Heinz Henning, deutscher Schlagerkomponist, Texter und Produzent (* 1920)
- 26. Juni: Helmut Kirchgässner, deutscher Jazz- und Unterhaltungsmusiker (Piano, Arrangement, Komposition) (* 1927)
- 26. Juni: Karl Friedrich Schneider, Schweizer Geigen- und Gitarrenbauer (* 1905)
- 29. Juni: Horst Jankowski, deutscher Jazzpianist und Bandleader (* 1936)
- 29. Juni: Henny Trundt, deutsche Opernsängerin (Sopran) (* 1897)
- 29. Juni: František Mužík, tschechischer Musikwissenschaftler (* 1922)

### Juli
- 02. Juli: Cleophus Robinson, US-amerikanischer Gospel- und Bluessänger, Songwriter, Entertainer und Prediger (* 1932)
- 02. Juli: Federico Scorticati, argentinischer Bandoneonist, Bandleader, Arrangeur und Tangokomponist (* 1912)
- 02. Juli: Kay Thompson, US-amerikanische Sängerin, Arrangeurin, Komponistin, Schauspielerin und Schriftstellerin (* 1909)
- 03. Juli: George Lloyd, englischer Komponist (* 1913)
- 04. Juli: Alberto Mancione, argentinischer Bandoneonist, Bandleader und Tangokomponist (* 1915)
- 04. Juli: Errol Parker, US-amerikanischer Jazzmusiker (Schlagzeuger, Pianist, Bandleader und Komponist) (* 1930)
- 06. Juli: Helly Möslein, österreichische Textdichterin, Soubrette und Kabarettistin (* 1914)
- 06. Juli: Roy Rogers, US-amerikanischer Country-Sänger und Schauspieler (* 1911)
- 08. Juli: Miloslav Kořínek, slowakischer Komponist und Hochschullehrer (* 1925)
- 08. Juli: Jacques Normand, kanadischer Sänger und Entertainer (* 1922)
- 12. Juli: James Corbitt Morris, US-amerikanischer Songwriter und Musiker (* 1907)
- 13. Juli: Jean Parédès, französischer Schauspieler und Sänger (* 1914)
- 14. Juli: Beryl Bryden, englische Jazzsängerin und Perkussionistin (* 1920)
- 14. Juli: Charlie Perry, US-amerikanischer Jazzmusiker (Schlagzeug, Arrangement) und Musikpädagoge (* 1924)
- 14. Juli: Herman D. Koppel, dänischer Pianist und Komponist (* 1908)
- 17. Juli: Lamberto Gardelli, italienischer Dirigent (* 1915)
- 20. Juli: Dieter Nowka, deutscher Komponist, Dirigent und Musikwissenschaftler (* 1924)
- 22. Juli: Hermann Prey, deutscher Opern- und Liedsänger (Bariton) (* 1929)
- 23. Juli: Constantin Bugeanu, rumänischer Dirigent, Komponist und Musikpädagoge (* 1916)
- 23. Juli: André Gertler, ungarischer Violinist, Konzertgeiger und Violinpädagoge (* 1907)
- 23. Juli: Wilbur Schwandt, US-amerikanischer Komponist (* 1904)
- 24. Juli: Erika Hirsch, österreichische Musikerin und Komponistin (* 1924)
- 25. Juli: Tal Farlow, US-amerikanischer Jazzgitarrist (* 1921)
- 25. Juli: Heinz Schulz, deutscher Komponist und Militärmusiker (* 1920)

### August
- 01. August: Lubomír Pleva, tschechischer Mundharmonikaspieler (* 1929)
- 01. August: Josef Zimmermann, deutscher Organist und Hochschullehrer (* 1906)
- 03. August: Alfred Schnittke, deutsch-russischer Komponist und Pianist (* 1934)
- 04. August: Carmen Delia Dipiní, puerto-ricanische Sängerin (* 1927)
- 06. August: Nat Gonella, britischer Jazz-Trompeter, Mellophonist, Sänger und Bandleader (* 1908)
- 07. August: Víctor Cruz, kubanischer Sänger, Bassist und Komponist (* 1908)
- 09. August: Jos Hanniken, belgischer Komponist und Dirigent (* 1912)
- 09. August: Frankie Ruiz, US-amerikanischer Salsa-Sänger (* 1958)
- 11. August: Caro Lamoureux, kanadische Sängerin (Sopran) (* 1904)
- 12. August: Ida Krehm, kanadische Pianistin, Dirigentin und Musikpädagogin (* 1912)
- 13. August: Nino Ferrer, französischer Sänger, Liedschreiber und Komponist (* 1934)
- 13. August: Benny Waters, US-amerikanischer Jazzmusiker (Saxophonist und Klarinettist) (* 1902)
- 16. August: Alain Marion, französischer Flötist und Musikpädagoge (* 1938)
- 16. August: Franz Zelwecker, österreichischer Komponist und Dirigent (* 1911)
- 17. August: Raquel Rastenni, dänische Schlagersängerin (* 1915)
- 17. August: Ilona Vincze-Krausz, ungarisch-israelische Pianistin und Klavierlehrerin (* 1902)
- 19. August: Ilva Ligabue, italienische Opernsängerin (Sopran) (* 1932)
- 21. August: Norman Symonds, kanadischer Komponist, Klarinettist, Saxophonist und Bandleader (* 1920)
- 22. August: Sergio Fiorentino, italienischer Pianist (* 1927)
- 22. August: Jimmy Skidmore, englischer Jazzsaxophonist (* 1916)
- 24. August: Adriaan Schuurman, niederländischer Kirchenmusiker, Liturgiker und Musikpädagoge (* 1904)
- 26. August: Remo Giazotto, italienischer Musikwissenschaftler, Musikkritiker und Komponist (* 1910)
- 28. August: Wybe Buma, niederländischer Jazzmusiker (Trompete, Gesang) (* 1924)
- 28. August: Ladislav Kubeš, tschechischer Komponist, Arrangeur und Musiker (* 1924)
- 29. August: Charlie Feathers, US-amerikanischer Country- und Rockabilly-Musiker (* 1932)
- 30. August: Denniz PoP, schwedischer DJ, Remixer, Komponist und Musikproduzent (* 1963)
- 31. August: Pierre Durand, französischer Komponist und Musikpädagoge (* 1935)
- 31. August: Mercedes Sagredo, dominikanische Komponistin (* 1911)

### September
- 01. September: Thomas Dittmann, deutscher Kirchenmusiker, Organist, Chorleiter, Komponist und Dozent (* 1931)
- 09. September: Lucio Battisti, italienischer Cantautore (Lieddichter), Komponist und Multiinstrumentalist (* 1943)
- 12. September: Motoharu Yoshizawa, japanischer Jazzbassist (* 1931)
- 14. September: Johnny Adams, US-amerikanischer Blues-Sänger (* 1932)
- 15. September: Barrett Deems, US-amerikanischer Jazzschlagzeuger und Bandleader (* 1914)
- 16. September: Andrzej Trzaskowski, polnischer Jazzpianist, Arrangeur und Komponist (* 1933)
- 17. September: William Albright, US-amerikanischer Komponist, Pianist und Organist (* 1944)
- 22. September: Herbert Liedecke, deutscher Organist, Kirchenmusiker und Hochschullehrer (* 1912)
- 24. September: Werner Felix, deutscher Musikhistoriker (* 1927)
- 26. September: Betty Carter, US-amerikanische Jazzsängerin (* 1929)
- 27. September: Shawn Phelan, US-amerikanischer Filmschauspieler und Musiker (* 1975)
- 29. September: Mario Cavagnaro, peruanischer Cantautore (* 1926)
- 30. September: Pavel Štěpán, klassischer Pianist (* 1925)

### Oktober
- 01. Oktober: Pauline Julien, kanadische Sängerin und Schauspielerin (* 1928)
- 02. Oktober: Gene Autry, US-amerikanischer Country-Sänger und Schauspieler (* 1907)
- 02. Oktober: Joachim Schwarz, deutscher Diakon, Komponist, Kantor und Kirchenmusikdirektor (* 1930)
- 05. Oktober: Jacques Abram, US-amerikanischer Pianist und Musikpädagoge (* 1915)
- 05. Oktober: Russell Herman, südafrikanischer Gitarrist und Musikproduzent (* 1953)
- 06. Oktober: Alexander Gray, kanadischer Sänger und Musikpädagoge (* 1929)
- 06. Oktober: Jean-François Jenny-Clark, französischer Kontrabassist (* 1944)
- 07. Oktober: Arnold Jacobs, US-amerikanischer Musiker (* 1915)
- 07. Oktober: Gladys Kuchta, US-amerikanische Opernsängerin (Sopran) (* 1915)
- 07. Oktober: Jozef Malovec, slowakischer Komponist (* 1933)
- 08. Oktober: West Nkosi, südafrikanischer Jazzsaxophonist, Musikproduzent und Songwriter (* 1940)
- 08. Oktober: Glenn Spearman, US-amerikanischer Jazztenorsaxophonist (* 1947)
- 08. Oktober: Anatol Vieru, rumänischer Komponist und Dirigent (* 1926)
- 12. Oktober: Jan Corazolla, deutscher Dirigent und Cellist (* 1931)
- 12. Oktober: Oldřich Flosman, tschechischer Komponist (* 1925)
- 13. Oktober: Ion Cubicec, salvadorianischer Musikpädagoge und Komponist (* 1917)
- 13. Oktober: Johnny Williams, US-amerikanischer Jazzbassist (* 1908)
- 15. Oktober: Rolf Agop, deutscher Dirigent, Generalmusikdirektor und Hochschullehrer (* 1908)
- 17. Oktober: Antonio Agri, argentinischer klassischer und Tangoviolinist (* 1932)
- 17. Oktober: Waldi Heidepriem, deutscher Jazzpianist und Waagenbaumeister (* 1929)
- 20. Oktober: Jón Óskar, isländischer Dichter, Autor, Musiker und Übersetzer (* 1921)
- 24. Oktober: Anatoli Garšnek, estnischer Komponist (* 1918)
- 25. Oktober: Dick Higgins, englischer Komponist, Dramatiker, Fluxus-Künstler, Autor und Verleger (* 1938)
- 28. Oktober: Ingeborg Naß, deutsche Schauspielerin, Kabarettistin und Chansonsängerin (* 1925)
- 29. Oktober: Reine Flachot, französische Cellistin (* 1922)
- 30. Oktober: Abdessadak Chkara, marokkanischer Musiker (* 1931)
- 30. Oktober: Paul Misraki, französischer Komponist, Filmkomponist, Schriftsteller und Liedtexter (* 1908)
- 31. Oktober: Johnny Catron, US-amerikanischer Arrangeur, Songwriter und Bigband-Leader (* 1916)

### November
- 02. November: Jovelina Pérola Negra, brasilianische Samba-Sängerin und -Komponistin (* 1944)
- 06. November: Wolfgang Stresemann, deutsch-US-amerikanischer Jurist, Buchautor, Orchesterintendant, Dirigent und Komponist (* 1904)
- 07. November: Luis Carlos Meyer,  kolumbianischer Sänger und Komponist (* 1916)
- 08. November: Bill Takas, US-amerikanischer Jazzmusiker (Kontrabass, E-Bass) (* 1932)
- 09. November: Roman Cycowski, polnisch-US-amerikanischer Sänger und Kantor (* 1901)
- 10. November: Mary Millar, britische Schauspielerin und Sängerin (* 1936)
- 11. November: Gérard Grisey, französischer Komponist (* 1946)
- 12. November: Kenny Kirkland, US-amerikanischer Jazzpianist, Komponist und Synthesizerspieler (* 1955)
- 12. November: Gwendolyn Koldofsky, kanadische Pianistin und Musikpädagogin (* 1906)
- 16. November: J. D. Sumner, US-amerikanischer Sänger und Songschreiber (* 1924)
- 17. November: Ike Carpenter, US-amerikanischer Jazzmusiker (Piano, Arrangement, Gesang) und Bandleader (* 1920)
- 17. November: Joel Rosen, US-amerikanischer klassischer Pianist (* 1928)
- 19. November: Lucília do Carmo, portugiesische Fado-Sängerin (* 1919)
- 19. November: Earl Kim, US-amerikanischer Komponist und Musikpädagoge (* 1920)
- 20. November: Roland Alphonso, jamaikanischer Tenorsaxophonist (* 1931)
- 21. November: Jotamont, kap-verdischer Musiker (Trompete) und Komponist (* 1913)
- 21. November: Tadeusz Paciorkiewicz, polnischer Komponist, Organist und Musikpädagoge (* 1916)
- 22. November: Rolando Laserie, kubanischer Sänger (* 1923)
- 24. November: Theodore Strongin, US-amerikanischer Komponist, Musikkritiker und Entomologe (* 1918)
- 27. November: Barbara Acklin, US-amerikanische Soulsängerin und Songschreiberin (* 1943)
- 28. November: Pépé Kallé, kongolesischer Sänger, Musiker und Bandleader (* 1951)
- 29. November: George Van Eps, US-amerikanischer Jazzgitarrist (* 1913)
- 30. November: Philip Sterling, US-amerikanischer Schauspieler und Jazz-Pianist (* 1922)
- 00. November: Eva-Maria Görgen, deutsche Opern-, Operetten- und Musicalsängerin (Mezzosopran) (* 1929)

### Dezember
- 01. Dezember: Albert de Klerk, niederländischer Dirigent, Organist und Komponist (* 1917)
- 01. Dezember: Alexander Molzahn, deutscher Cellist und Hochschullehrer (* 1907)
- 02. Dezember: Roy Burrowes, US-amerikanischer Jazztrompeter und Flügelhornist (* 1930)
- 02. Dezember: Bob Haggart, US-amerikanischer Jazzmusiker (Kontrabass, Arrangement, Komposition) (* 1914)
- 03. Dezember: Pierre Hétu, kanadischer Dirigent und Pianist (* 1936)
- 03. Dezember: Albert Semjonowitsch Leman, russischer Komponist (* 1915)
- 03. Dezember: Graham Townsend, kanadischer Fiddler, Mandolinist, Pianist und Komponist (* 1942)
- 04. Dezember: Egil Johansen, norwegischer Jazz-Schlagzeuger, Komponist, Arrangeur und Musikpädagoge (* 1934)
- 07. Dezember: John Addison, britischer Komponist (* 1920)
- 10. Dezember: Marthe Létourneau, kanadische Sängerin (Sopran) und Gesangslehrerin (* 1916)
- 10. Dezember: Kamal Messaoudi, algerischer Musiker und Komponist (* 1961)
- 11. Dezember: Ángel Díaz, argentinischer Tangosänger (* 1928)
- 11. Dezember: Chucho Sanoja, venezolanischer Pianist, Komponist und Orchesterleiter (* 1926)
- 12. Dezember: Orion, US-amerikanischer Sänger (* 1945)
- 14. Dezember: Johann Cilenšek, deutscher Komponist und Hochschullehrer (* 1913)
- 15. Dezember: Jan Meyerowitz, deutsch-US-amerikanischer Komponist, Dirigent, Pianist und Schriftsteller (* 1913)
- 18. Dezember: Mykola Dremljuha, ukrainischer Komponist und Hochschullehrer (* 1917)
- 23. Dezember: Quirin Amper Jr., deutscher Komponist (* 1935)
- 24. Dezember: Rita Corita, niederländische Akkordeonistin, Sängerin und Schauspielerin (* 1917)
- 24. Dezember: Margot Friedländer, deutsche Jazz- und Schlager-Sängerin (* 1917)
- 24. Dezember: Peter Janssens, deutscher Musiker und Komponist (* 1934)
- 25. Dezember: Damita Jo, US-amerikanische Sängerin (* 1930)
- 26. Dezember: Helge Brilioth, schwedischer Opernsänger (Tenor) (* 1931)
- 28. Dezember: Edgar Howhannisjan, armenischer Komponist (* 1930)
- 28. Dezember: Werner Müller, deutscher Autor, Komponist, Dirigent, Arrangeur und Orchesterleiter (* 1920)
- 29. Dezember: Willem Kersters, belgischer Komponist, Professor und Musiker (* 1929)
- 30. Dezember: Johnny Moore, US-amerikanischer Rhythm-and-Blues-Sänger und Songwriter (* 1934)
- 31. Dezember: Orlandus Wilson, US-amerikanischer Gospelsänger und Arrangeur (* 1917)

### Genaues Todesdatum unbekannt
- Rudi Anhang, deutscher Jazzmusiker (Gitarre, Banjo) und Gastronom (* 1905)
- Marcel Bianchi, französischer Jazzgitarrist (* 1911)
- Irving Brodsky, US-amerikanischer Jazzpianist und Arrangeur (* 1901)
- Grace S. Castagnetta, US-amerikanische Komponistin, Pianistin, Schriftstellerin, Klavierlehrerin und Arrangeurin (* 1912)
- Hal Evans, englischer Komponist, Arrangeur, Pianist und Dirigent (* 1906)
- Little Willie Jackson, US-amerikanischer Jazz- und Rhythm-&-Blues-Musiker (Alt- und Baritonsaxophon, Klarinette, Gesang) (* 1912)
- Arthur Jones, US-amerikanischer Jazzaltsaxophonist (* um 1940)
- Dave Jones, britischer Jazzmusiker (Klarinette, Baritonsaxophon) (* 1932)
- Marcel Montecino, US-amerikanischer Schriftsteller und Jazzpianist (* 1945)
- Georges Savaria, kanadischer Pianist, Ondist, Musikpädagoge und Komponist (* 1916)
- Antoine Tisné, französischer Komponist (* 1932)